# Nadia Ewande
Nadia Ewande, de son nom de naissance Jacqueline Ewande Kondo, est une chanteuse et auteure-compositrice camerounaise. Elle est reconnue comme une figure marquante du Makossa.

## Biographie
Nadia Ewande est issue d'une famille pieuse et a l'habitude d'accompagner sa mère au culte dominical . Aînée d'une grande famille , elle va travailler dans ses débuts avec Djene Djento, Charlotte Mbango. Ensuite elle va intégrer les groupes suivant à tour de rôle, Les MONTAGNARDS, de Ndedi Eyango, puis celui de la Piro de Banga Tara Système.  Nadia va faire les cœurs pour des chansons de Ben Decca, avant d'être repérée par NKotti François qui va la mener vers le début d'une vraie carrière.

## Carrière musicale
Nadia Ewande compte  à son actif trois albums enregistrés , et de nombreux Singles.

## Style et influences
Plus qu'une chanteuse, Nadia Ewande est considérée comme une gardienne du patrimoine camerounais. Elle est réputée pour ses prestations scéniques et ses interprétations des chansons makossa d'autres artistes.

## Discographie
- 1997 : My Mind
- 2001 : Fais-moi l'amour
- 2016 : Le Temps[2].